# Interview (film, 2000)
Pour les articles homonymes, voir Interview (homonymie).
Pour plus de détails, voir Fiche technique et Distribution.
Interview est un film dramatique sud-coréen co-écrit et réalisé par Hyuk Byun et sorti en 2000.
Le film suit les principes austères du mouvement Dogme 95 et porte la numérotation Dogme #7 dans leur nomenclature.

## Distribution
- Jung-jae Lee : Eun-seok
- Eun-ha Shim : Yeong-heui
- Jae-hyeon Jo :
- Min-jung Kweon :
- Jeong-hyeon Kim :
- Eun-yong Yang :
- Deok-jin Lee :
- Ho-il Jang :
- Charlotte Becquin :
- Sang-mi Choo : l'actrice
- Stéphane Debac : Jerome
- Yoon-ah Kim : le chanteur
- Woong-jae Won :